# Iàgodnoie (Vladímir)
|  | Per a altres significats, vegeu «Iàgodnoie». |

Iàgodnoie (en rus: Ягодное) és un poble de l'óblast de Vladímir, a Rússia, segons el cens del 2010 tenia 5 habitants. Pertany al districte municipal de Sóbinka.